# Arturo Tejerina
Arturo Tejerina (Riaño, León, 26 de marzo de 1956 - Madrid, 12 de febrero de 2008) fue un periodista especializado en la crónica social y actor de comedia.

## Biografía
Nacido en Riaño, hijo de Arturo Tejerina y Esperanza García. Su familia se trasladó a vivir a Astorga, donde él hizo sus primeros estudios en un internado religioso. A los dieciocho años se trasladó a Madrid para estudiar periodismo  en la Universidad Complutense.
En la década de 1970 trabajó como guía turístico, sorprendiendo a los viajeros, según su propia expresión, con la visión "en cada esquina de un monumento testigo mudo del devenir de los tiempos". Entre sus anecdóticas hazañas solía citar la de llevar a ochocientos rocieros a visitar al Papa "sin que se le perdiera ninguno". A finales de la década de 1980, y como hijo del "Viejo Riaño", Tejerina participó en los actos de protesta contra el embalse de Riaño, siendo uno de los últimos en abandonar los tejados de los edificios en el proceso de su demolición previo a la inundación.
Tras integrarse en la nómina de la emisora de radio municipal madrileña, tuvo a su cargo los cursos del Departamento de Formación, especializándose durante varios años en la organización de cursos de radio y televisión para el Instituto Municipal de Empleo y Formación (IMEFE) de Madrid y para la Universidad de Verano de la Complutense.  
Como columnista trabajó en el Diario El País y sus suplementos semanales. Como especialista en cotilleo social, y dotado de una singular agudeza («pico de oro»), adquirió cierta fama con sus participaciones en la Cadena Ser en el programa La media vuelta, y en Telemadrid, con Terelu Campos, en el magazine Con T de tarde, junto a Marián Conde, con la que luego llegaría a protagonizar la obra teatral, Empiezas tú. También colaboró en ETB 1. Entre sus muchos amigos, cabe mencionar al actor valenciano Ovidi Montllor, vecino en el edificio de la calle de las Infantas en Madrid, donde ambos vivían.
Su último trabajo en los medios fue en A ver si te atreves, de Onda Cero radio. Falleció en el Hospital General Universitario Gregorio Marañón de Madrid a los 51 años, siendo enterrado días después en Astorga.